# Tâm lý học tôn giáo
Tâm lý học tôn giáo bao gồm việc áp dụng các phương pháp tâm lý và khuôn khổ diễn giải cho các nội dung đa dạng của truyền thống tôn giáo cũng như cho cả các cá nhân tôn giáo và phi tôn giáo. Một loạt các phương pháp và khuôn khổ phi thường có thể được tóm tắt một cách hữu ích liên quan đến sự khác biệt cổ điển giữa các phương pháp khoa học tự nhiên và khoa học của con người. Cụm đầu tiên tiến hành bằng các thủ tục khách quan, định lượng và tốt nhất là thử nghiệm để kiểm tra các giả thuyết liên quan đến mối liên hệ nhân quả giữa các đối tượng nghiên cứu của một người. Ngược lại, cách tiếp cận khoa học của con người tiếp cận thế giới kinh nghiệm của con người bằng cách sử dụng các phương pháp định tính, hiện tượng học và diễn giải, với mục tiêu sáng suốt có ý nghĩa hơn là kết nối nhân quả giữa các hiện tượng mà con người đang tìm hiểu.
Các nhà tâm lý học về tôn giáo theo đuổi ba dự án lớn:
1. mô tả có hệ thống, đặc biệt là nội dung, thái độ, kinh nghiệm và biểu hiện của tôn giáo;
2. giải thích về nguồn gốc của tôn giáo, cả trong lịch sử loài người và đời sống cá nhân, có tính đến sự đa dạng của các ảnh hưởng;
3. vạch ra những hậu quả của thái độ và hành vi tôn giáo, cho cả cá nhân và xã hội.

Tâm lý học tôn giáo lần đầu tiên nảy sinh như một môn học tự giác vào cuối thế kỷ 19, nhưng cả ba dự án này đều có lịch sử tìm hiểu từ nhiều thế kỷ trước đó.